# Ferrals-les-Montagnes
Ferrals-les-Montagnes est une commune française du département de l'Hérault en région Occitanie.
Incluse dans le parc naturel régional du Haut-Languedoc, la commune possède un patrimoine naturel remarquable : un site Natura 2000 (les « causses du Minervois ») et trois zones naturelles d'intérêt écologique, faunistique et floristique.

## Géographie

### Localisation
La commune, située  dans le parc naturel régional du Haut-Languedoc, est limitrophe du département du Tarn.

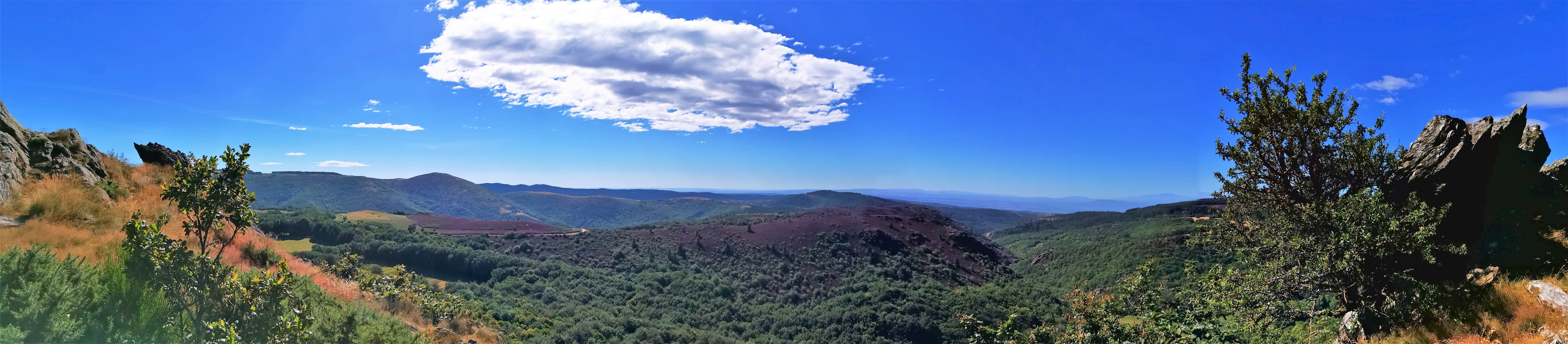
Panorama depuis le Roc Suzadou.

### Communes limitrophes
Les communes limitrophes sont  Boisset, Cassagnoles, La Livinière, Labastide-Rouairoux, Lacabarède et Verreries-de-Moussans.
| Lacabarède (Tarn) | Labastide-Rouairoux (Tarn) | Verreries-de-Moussans |
| Cassagnoles       | Ferrals-les-Montagnes      | Boisset               |
|                   | La Livinière               |                       |

### Géologie et relief
La superficie de la commune est de 25,78 km2 ; son altitude varie de 358  à   887 mètres.
Le col de Serrières marque le partage des eaux entre Atlantique et Méditerranée.

### Hydrographie

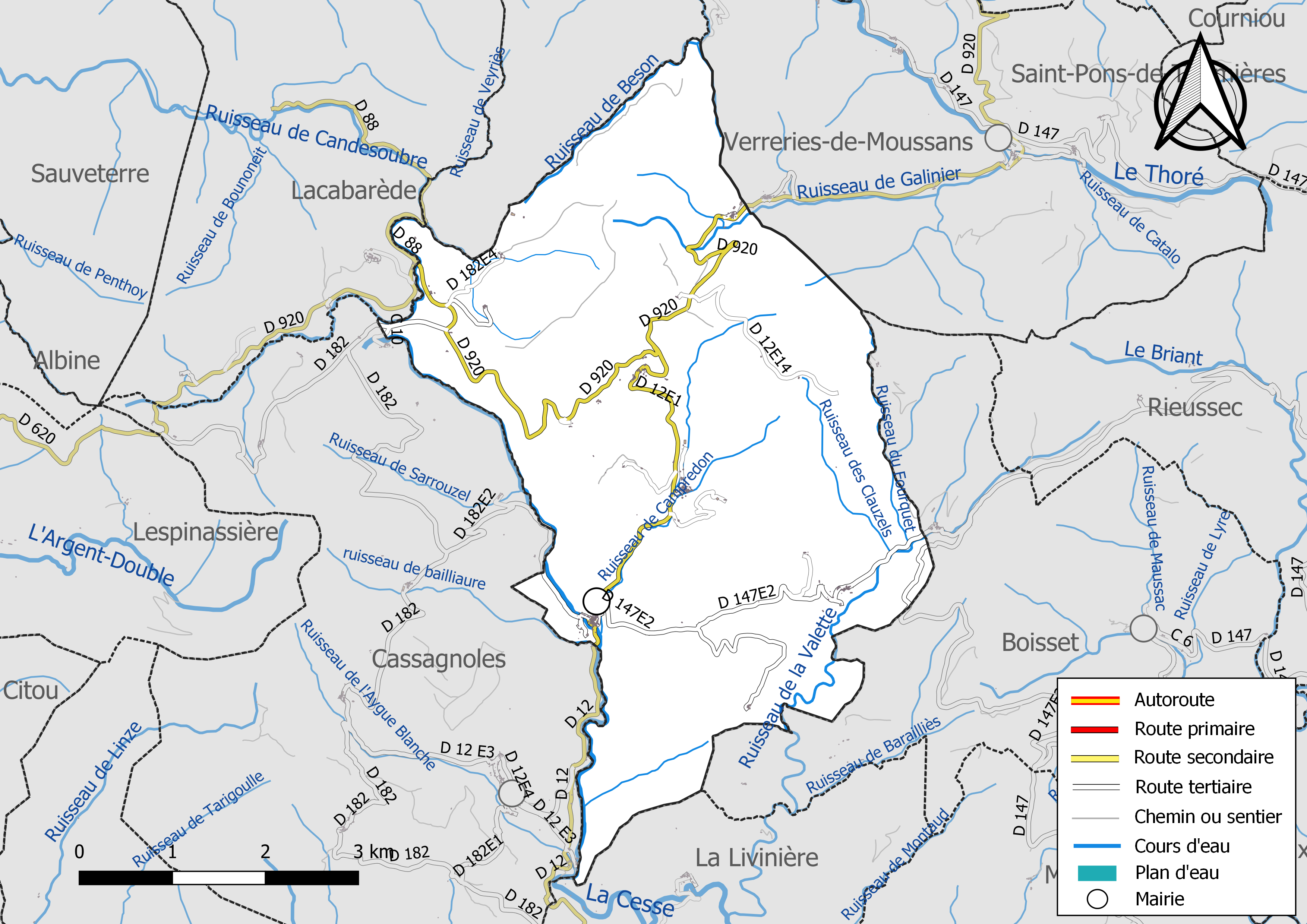
Carte hydrographique et des infrastructures de transport de la commune.

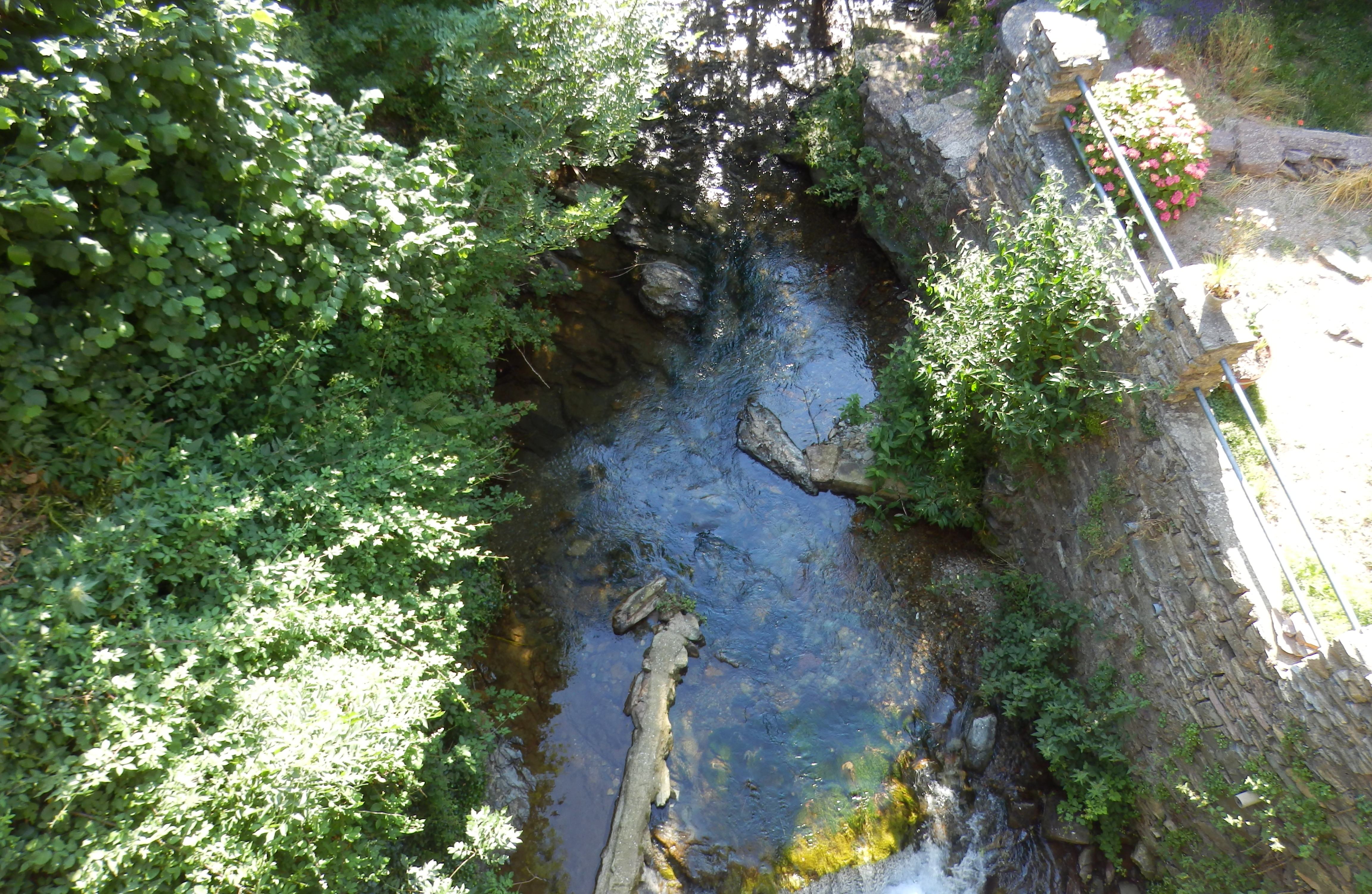
La Cesse à Ferrals-les-Montagnes.

Ferrals-les-Montagnes est arrosée par la Cesse, le ruisseau de Galinier, le ruisseau de Beson, le ruisseau de Candesoubre et le ruisseau de la Valette.

### Climat
Pour des articles plus généraux, voir Climat de l'Occitanie et Climat de l'Hérault.
En 2010, le climat de la commune est de type climat océanique altéré, selon une étude s'appuyant sur une série de données couvrant la période 1971-2000. En 2020, Météo-France publie une typologie des climats de la France métropolitaine dans laquelle la commune est exposée à un climat méditerranéen et est dans la région climatique Provence, Languedoc-Roussillon, caractérisée par une pluviométrie faible en été, un très bon ensoleillement (2 600 h/an), un été chaud (21,5 °C), un air très sec en été, sec en toutes saisons, des vents forts (fréquence de 40 à 50 % de vents > 5 m/s) et peu de brouillards.
Pour la période 1971-2000, la température annuelle moyenne est de 11,9 °C, avec une amplitude thermique annuelle de 15,3 °C. Le cumul annuel moyen de précipitations est de 1 259 mm, avec 11,2 jours de précipitations en janvier et 5,1 jours en juillet. Pour la période 1991-2020, la température moyenne annuelle observée sur la station météorologique la plus proche, située sur la commune de Labastide-Rouairoux à 8 km à vol d'oiseau, est de 12,1 °C et le cumul annuel moyen de précipitations est de 1 284,7 mm,. Pour l'avenir, les paramètres climatiques de la commune estimés pour 2050 selon différents scénarios d'émission de gaz à effet de serre sont consultables sur un site dédié publié par Météo-France en novembre 2022.

### Milieux naturels et biodiversité

#### Espaces protégés
La protection réglementaire est le mode d’intervention le plus fort pour préserver des espaces naturels remarquables et leur biodiversité associée,.
Un  espace protégé est présent sur la commune : 
le parc naturel régional du Haut-Languedoc, créé en 1973 et d'une superficie de 307 184 ha, qui s'étend sur 118 communes et deux départements. Implanté de part et d’autre de la ligne de partage des eaux entre Océan Atlantique et mer Méditerranée, ce territoire est un véritable balcon dominant les plaines viticoles du Languedoc et les étendues céréalières du Lauragais,.

#### Réseau Natura 2000

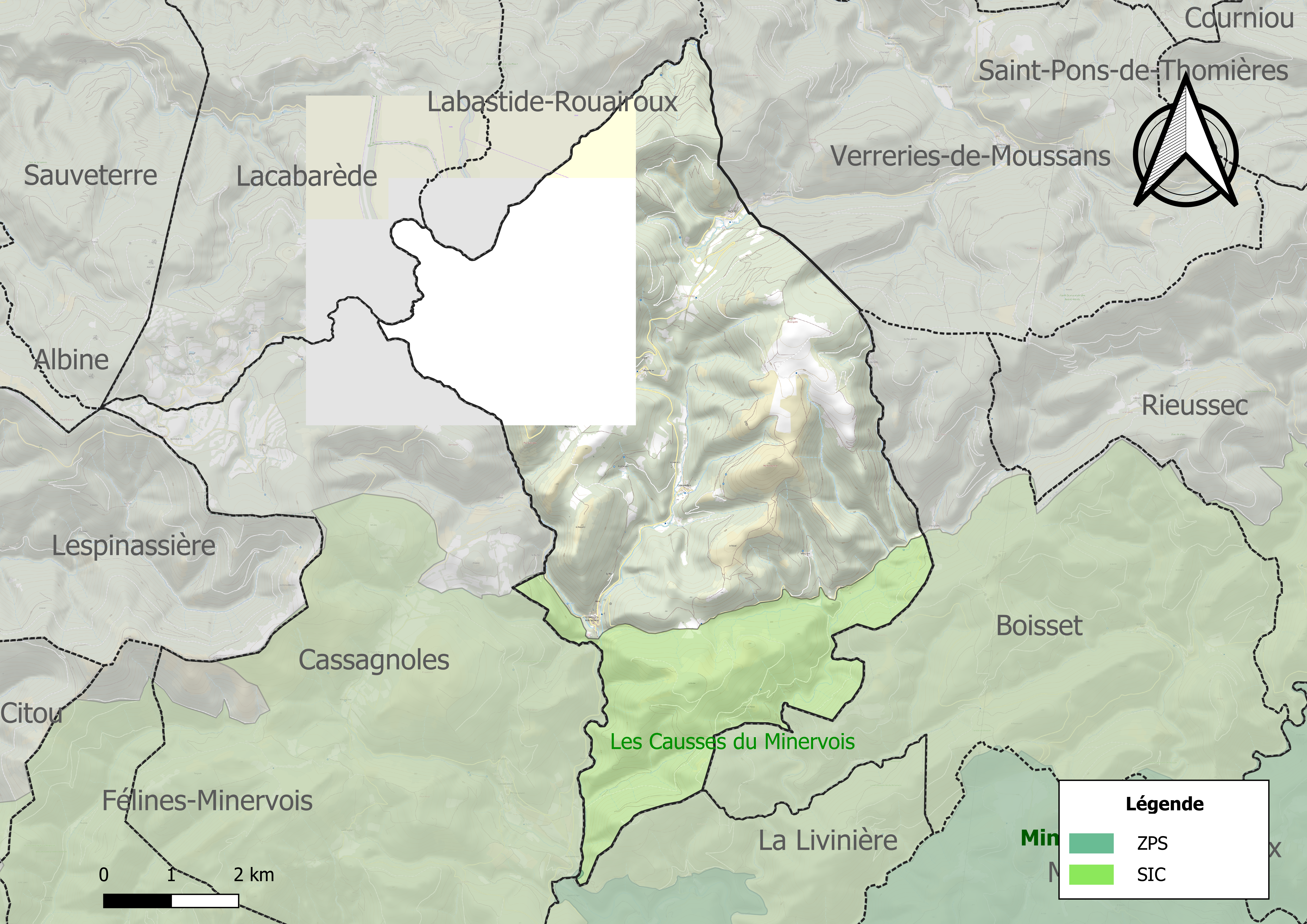
Site Natura 2000 sur le territoire communal.

Le réseau Natura 2000 est un réseau écologique européen de sites naturels d'intérêt écologique élaboré à partir des directives habitats et oiseaux, constitué de zones spéciales de conservation (ZSC) et de zones de protection spéciale (ZPS).
Un site Natura 2000 a été défini sur la commune au titre de la directive habitats : « les causses du Minervois », d'une superficie de 21 805 ha, importants pour la conservation des gîtes et zones de chasse des chauves-souris cavernicoles que sont le Rhinolophe euryale, le Minioptère de Schreibers et le Murin de Capaccini.

#### Zones naturelles d'intérêt écologique, faunistique et floristique
L’inventaire des zones naturelles d'intérêt écologique, faunistique et floristique (ZNIEFF) a pour objectif de réaliser une couverture des zones les plus intéressantes sur le plan écologique, essentiellement dans la perspective d’améliorer la connaissance du patrimoine naturel national et de fournir aux différents décideurs un outil d’aide à la prise en compte de l’environnement dans l’aménagement du territoire.
Une ZNIEFF de type 1 est recensée sur la commune :
les « sagnes du ruisseau de Candesoubre » (108 ha), couvrant 3 communes dont deux dans l'Hérault et une dans le Tarn et deux ZNIEFF de type 2, : 
- la « montagne noire centrale » (34 724 ha), couvrant 27 communes du département[20] ;
- la « montagne Noire (versant Nord) » (31 971 ha), couvrant 37 communes dont 14 dans l'Aude, deux dans la Haute-Garonne, trois dans l'Hérault et 18 dans le Tarn[21].

Carte des ZNIEFF de type 1 et 2 à Ferrals-les-Montagnes.
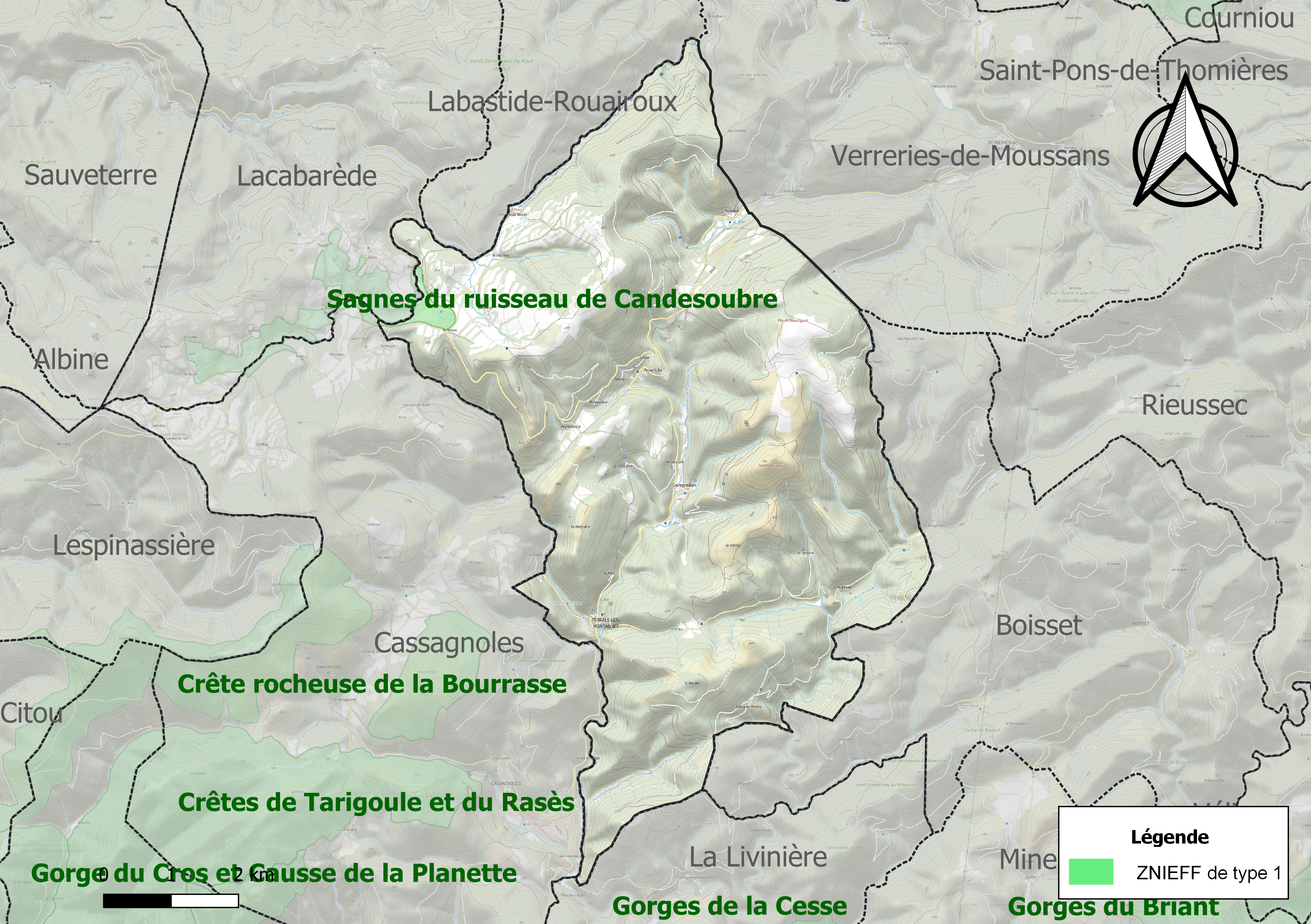
Carte de la ZNIEFF de type 1 sur la commune.
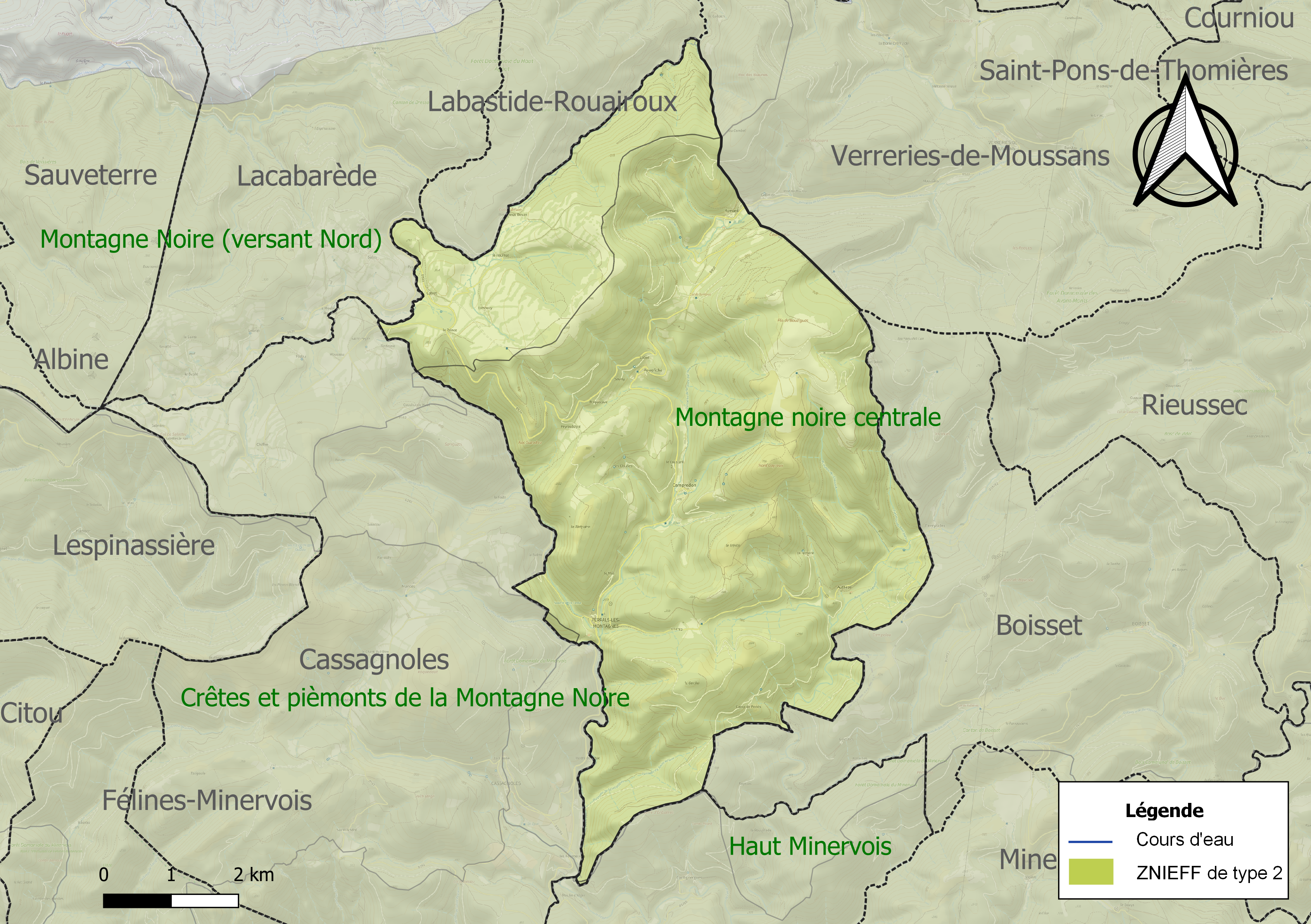
Carte des ZNIEFF de type 2 sur la commune.

## Urbanisme

### Typologie
Au 1er janvier 2024, Ferrals-les-Montagnes est catégorisée commune rurale à habitat très dispersé, selon la nouvelle grille communale de densité à sept niveaux définie par l'Insee en 2022.
Elle est située hors unité urbaine et hors attraction des villes,.

### Occupation des sols

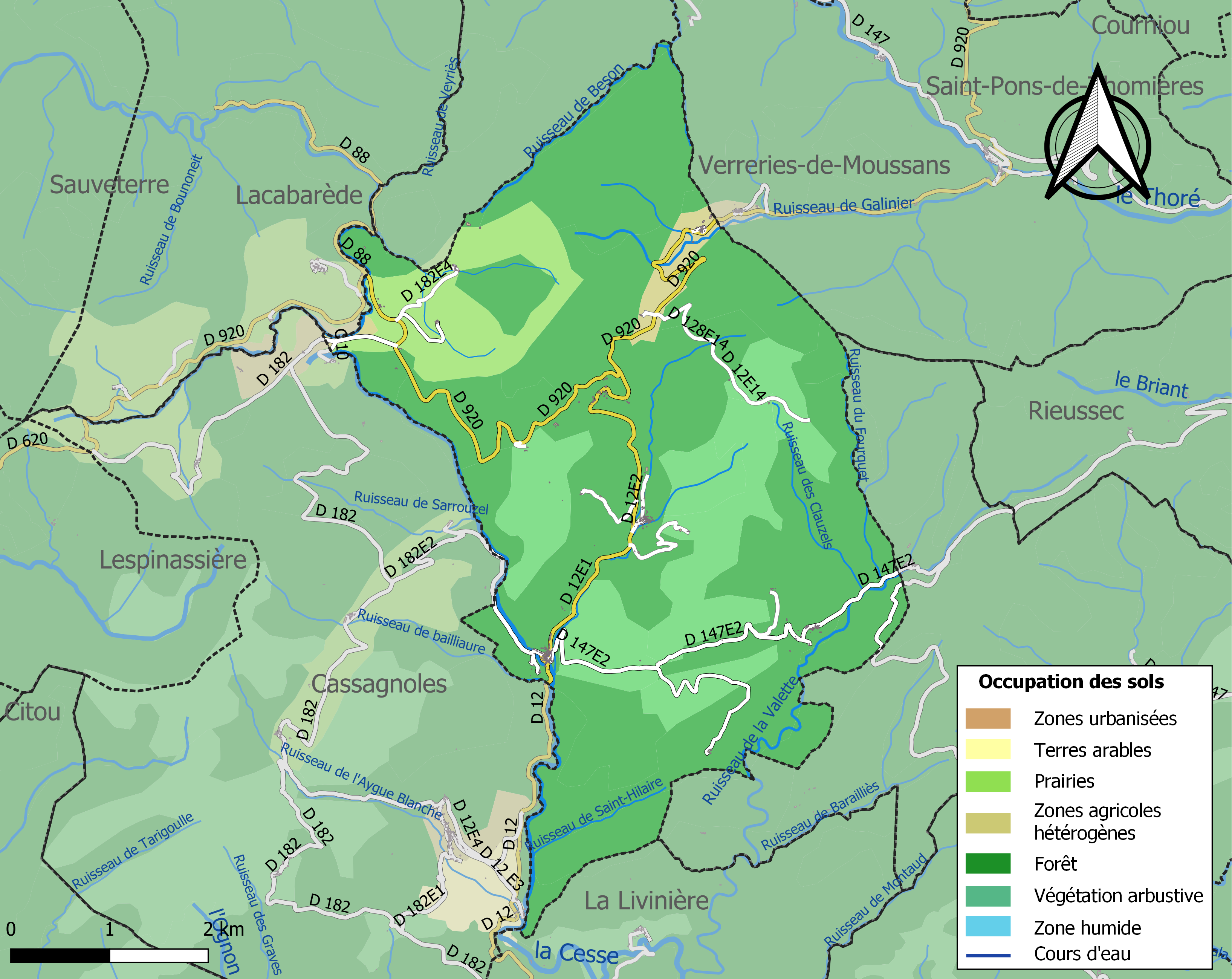
Carte des infrastructures et de l'occupation des sols de la commune en 2018 (CLC).

L'occupation des sols de la commune, telle qu'elle ressort de la base de données européenne d’occupation biophysique des sols Corine Land Cover (CLC), est marquée par l'importance des forêts et milieux semi-naturels (90,2 % en 2018), une proportion sensiblement équivalente à celle de 1990 (89,4 %). La répartition détaillée en 2018 est la suivante : 
forêts (71,7 %), milieux à végétation arbustive et/ou herbacée (18,5 %), prairies (7,8 %), zones agricoles hétérogènes (1,9 %). L'évolution de l’occupation des sols de la commune et de ses infrastructures peut être observée sur les différentes représentations cartographiques du territoire : la carte de Cassini (XVIIIe siècle), la carte d'état-major (1820-1866) et les cartes ou photos aériennes de l'IGN pour la période actuelle (1950 à aujourd'hui).

### Lieux-dits, hameaux et écarts
La commune compte les hameaux de Campredon, d'Authez et de Peyrefiche

### Habitat et logement
En 2020, le nombre total de logements dans la commune était de 195, alors qu'il était de 188 en 2015 et de 177 en 2010.
Parmi ces logements, 37 % étaient des résidences principales, 56,8 % des résidences secondaires et 6,2 % des logements vacants. Ces logements étaient pour 93,8 % d'entre eux des maisons individuelles et pour 0,5 % des appartements.
Le tableau ci-dessous présente la typologie des logements à Ferrals-les-Montagnes en 2020 en comparaison avec celle de l'Hérault et de la France entière. Une caractéristique marquante du parc de logements est ainsi une proportion de résidences secondaires et logements occasionnels (56,8 %), très  supérieure à celle du département (18 %) et à celle de la France entière (9,7 %). Concernant le statut d'occupation de ces logements, 72,6 % des habitants de la commune sont propriétaires de leur logement (80,6 % en 2015), contre 53 % pour l'Hérault et 57,5 pour la France entière.
| Typologie                                               | Ferrals-les-Montagnes | Hérault | France entière |
| ------------------------------------------------------- | --------------------- | ------- | -------------- |
| Résidences principales (en %)                           | 37                    | 74,9    | 82,1           |
| Résidences secondaires et logements occasionnels (en %) | 56,8                  | 18      | 9,7            |
| Logements vacants (en %)                                | 6,2                   | 7,1     | 8,2            |

### Risques naturels et technologiques
Le territoire de la commune de Ferrals-les-Montagnes est vulnérable à différents aléas naturels : météorologiques (tempête, orage, neige, grand froid, canicule ou sécheresse), feux de forêts et séisme (sismicité très faible). Il est également exposé à un risque particulier : le risque de radon. Un site publié par le BRGM permet d'évaluer simplement et rapidement les risques d'un bien localisé soit par son adresse soit par le numéro de sa parcelle.

#### Risques naturels
Ferrals-les-Montagnes est exposée au risque de feu de forêt. Un plan départemental de protection des forêts contre les incendies (PDPFCI) a été approuvé en juin 2013 et court jusqu'en 2022, où il doit être renouvelé. Les mesures individuelles de prévention contre les incendies sont précisées par deux arrêtés préfectoraux et s’appliquent dans les zones exposées aux incendies de forêt et à moins de 200 mètres de celles-ci. L’arrêté du 25 avril 2002 réglemente l'emploi du feu en interdisant notamment d’apporter du feu, de fumer et de jeter des mégots de cigarette dans les espaces sensibles et sur les voies qui les traversent sous peine de sanctions. L'arrêté du 11 mars 2013 rend le débroussaillement obligatoire, incombant au propriétaire ou ayant droit,.

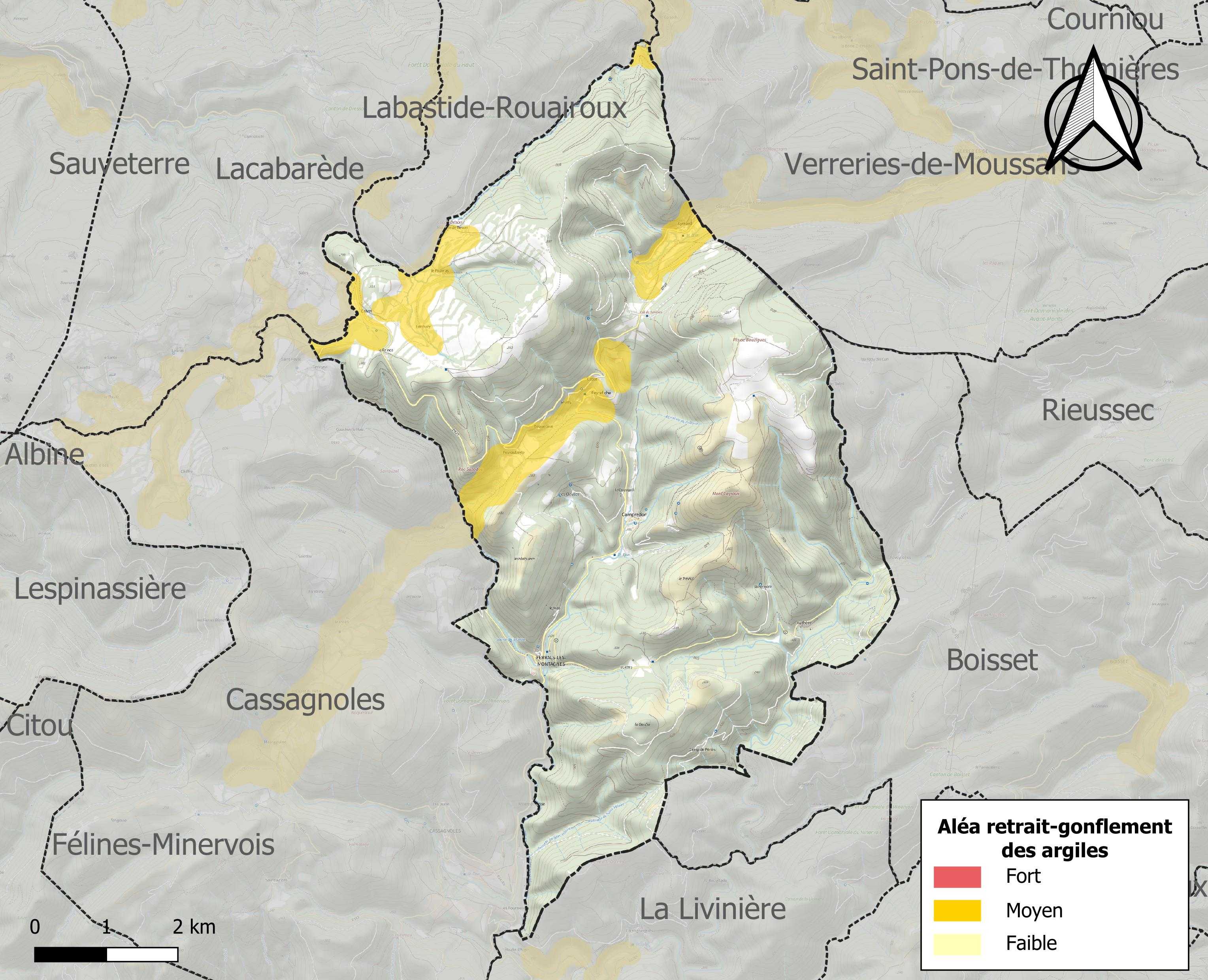
Carte des zones d'aléa retrait-gonflement des sols argileux de Ferrals-les-Montagnes.

Le retrait-gonflement des sols argileux est susceptible d'engendrer des dommages importants aux bâtiments en cas d’alternance de périodes de sécheresse et de pluie. 8 % de la superficie communale est en aléa moyen ou fort (59,3 % au niveau départemental et 48,5 % au niveau national). Sur les 183 bâtiments dénombrés sur la commune en 2019, 39 sont en aléa moyen ou fort, soit 21 %, à comparer aux 85 % au niveau départemental et 54 % au niveau national. Une cartographie de l'exposition du territoire national au retrait gonflement des sols argileux est disponible sur le site du BRGM,.
Par ailleurs, afin de mieux appréhender le risque d’affaissement de terrain, l'inventaire national des cavités souterraines permet de localiser celles situées sur la commune.
La commune a été reconnue en état de catastrophe naturelle au titre des dommages causés par les inondations et coulées de boue survenues en 1982, 1995 et 1999.

#### Risque particulier
Dans plusieurs parties du territoire national, le radon, accumulé dans certains logements ou autres locaux, peut constituer une source significative d’exposition de la population aux rayonnements ionisants. Certaines communes du département sont concernées par le risque radon à un niveau plus ou moins élevé. Selon la classification de 2018, la commune de Ferrals-les-Montagnes est classée en zone 2, à savoir zone à potentiel radon faible mais sur lesquelles des facteurs géologiques particuliers peuvent faciliter le transfert du radon vers les bâtiments.

## Toponymie
Attestée sous les formes de Feralibus en 1110, de Ferrals en 1215, de Ferralibus en 1351.
Ferrals : Du bas latin fodinas *fe rr-ales « mines de fer», pluriel de l'occitan ferral, « liais, basalte, terrain volcanique », du latin ferrum (fer), avec le suffixe -alis, ferrales : mines de fer ou forges.
En l'an II, Ferrals devient Ferrals-les-Montagne.
En occitan, le nom de la commune est  Ferrals de las Montanhas.

## Histoire

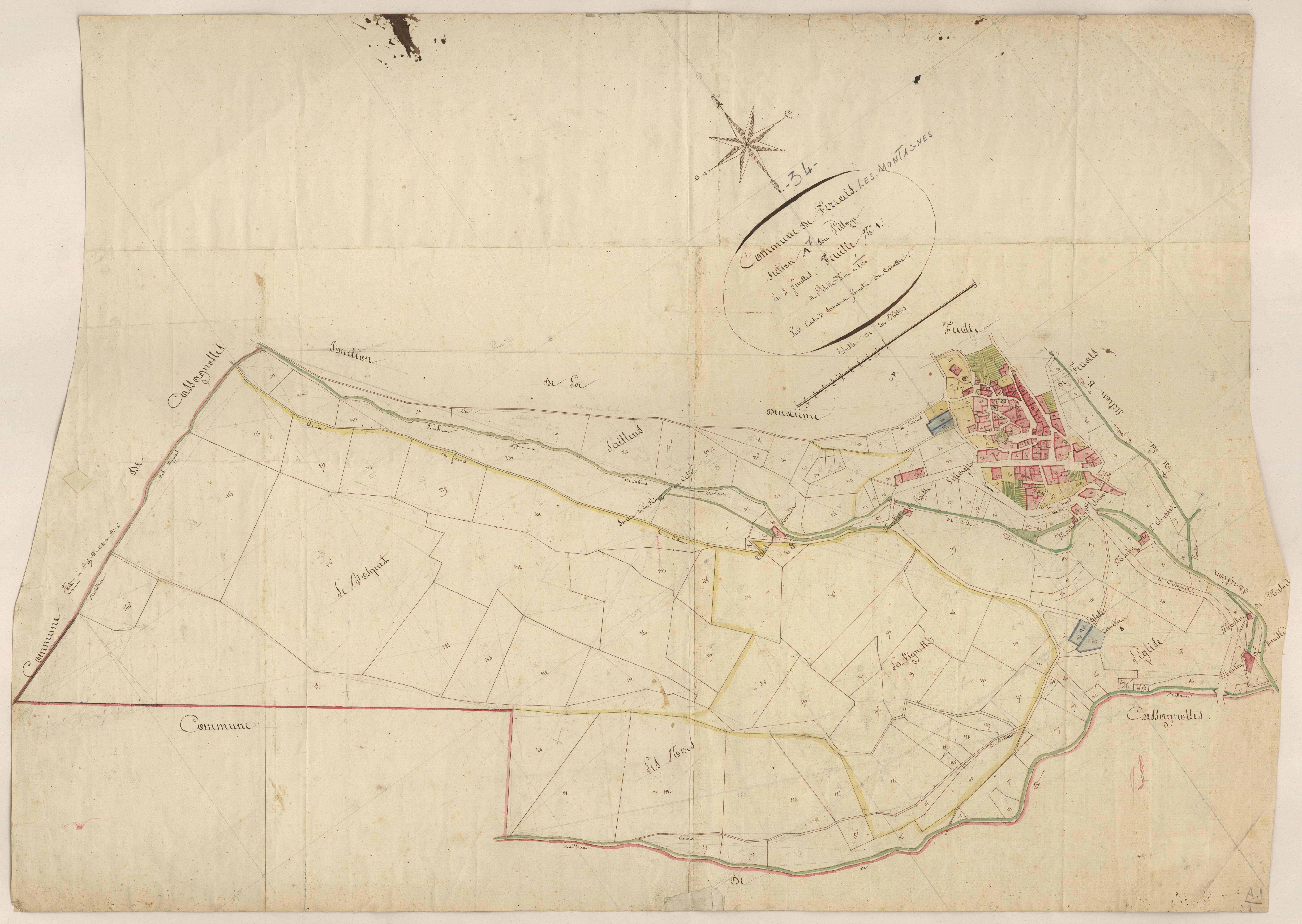
Cadastre napoléonien : plan de la section A1 du Village (1813).

À la fin de la Seconde Guerre mondiale, lors des combats pour la libération de la France, cinq résistants, dont une mère de famille et son fils, sont tués au col de Serrières par les Nazis et/ou les collaborateurs : Marguerite Iché, sauvagement torturée et assassinée et François Valière, Aimé Iché, Roger Gaubil, André Houlès, maquisards fusillés après une traque en forêt avec des chiens policiers.

## Politique et administration

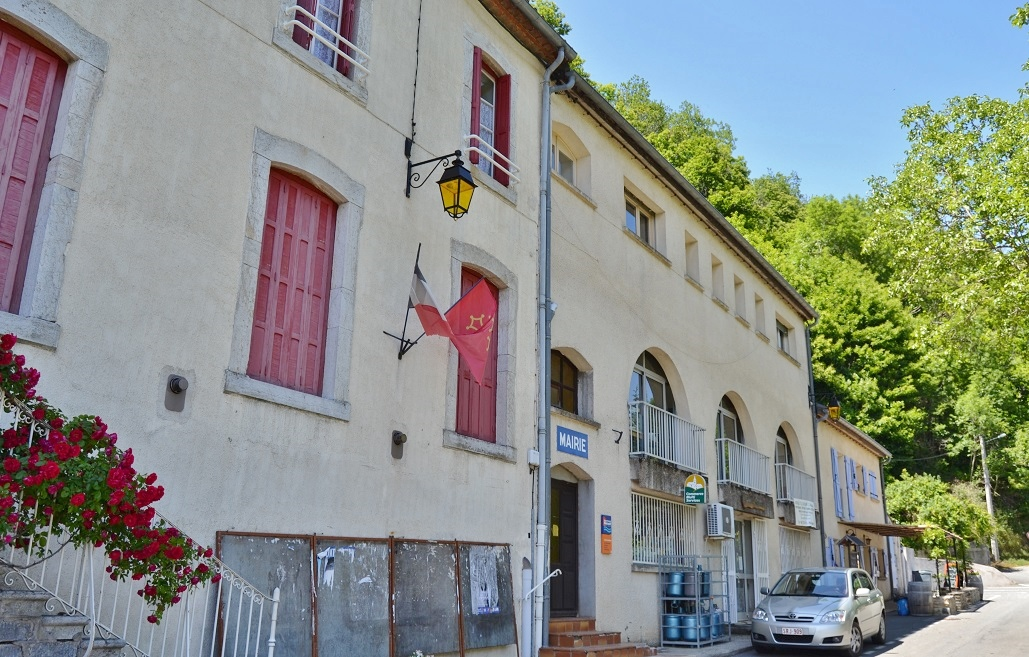
La mairie.

### Rattachements administratifs et électoraux

#### Rattachements administratifs
La commune se trouve depuis 1926 dans l'arrondissement de Béziers du département de l'Hérault.
Elle faisait partie depuis 1801 du canton d'Olonzac. Dans le cadre du redécoupage cantonal de 2014 en France, cette circonscription administrative territoriale a disparu, et le canton n'est plus qu'une circonscription électorale.

#### Rattachements électoraux
Pour les élections départementales, la commune fait partie depuis 2014 du canton de Saint-Pons-de-Thomières.
Pour l'élection des députés, elle fait partie de la cinquième circonscription de l'Hérault.

### Intercommunalité
Ferrals-les-Montagnes était membre de la petite communauté de communes le Minervois, un établissement public de coopération intercommunale (EPCI) à fiscalité propre créé en 2001 et auquel la commune avait transféré un certain nombre de ses compétences, dans les conditions déterminées par le code général des collectivités territoriales.
Dans le cadre des dispositions de la loi portant nouvelle organisation territoriale de la République du 7 août 2015, qui prévoit que les établissements publics de coopération intercommunale (EPCI) à fiscalité propre doivent avoir un minimum de 15 000 habitants, cette intercommunalité a fusionné avec ses voisines pour former, le 1er janvier 2017, la communauté de communes du Minervois au Caroux, dont est désormais membre la commune.

### Liste des maires
| Période      | Période                        | Identité           | Étiquette | Qualité                                                                  |
| ------------ | ------------------------------ | ------------------ | --------- | ------------------------------------------------------------------------ |
| 1947         | 1959                           | Jean Galigné       |           |                                                                          |
| 1959         | 1989                           | Gaston Tarbouriech |           |                                                                          |
| 1989         | 2004                           | Yves Canudas       |           |                                                                          |
| 2004         | 2008                           | Guy Rouanet        |           |                                                                          |
| 2008         | juillet 2023                   | Daniel Piva        |           | Agriculteur Vice-président de la CC du Minervois au Caroux (2017 → 2020) |
| juillet 2023 | En cours (au 30 novembre 2023) | Vincent Naudin     | SE        | Fonctionnaire                                                            |

## Équipements et services publics

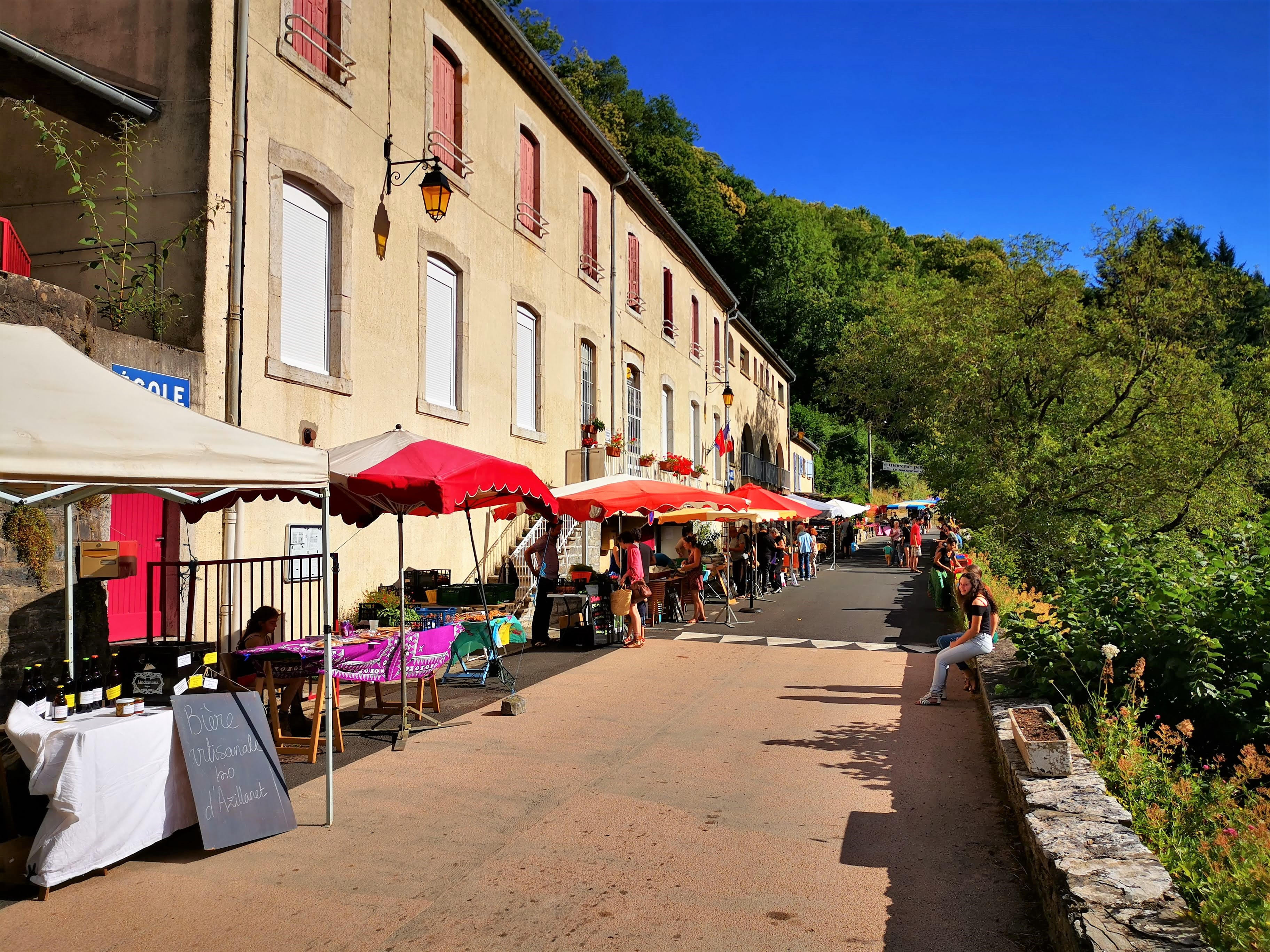
Le marché du terroir.

Un important marché de produits du terroir se tient chaque dimanche en été sur les places de Ferrals.

## Population et société
Les habitants sont appelés les Ferralais ou  Ferralaises.

## Démographie
L'évolution du nombre d'habitants est connue à travers les recensements de la population effectués dans la commune depuis 1793. Pour les communes de moins de 10 000 habitants, une enquête de recensement portant sur toute la population est réalisée tous les cinq ans, les populations de référence des années intermédiaires étant quant à elles estimées par interpolation ou extrapolation. Pour la commune, le premier recensement exhaustif entrant dans le cadre du nouveau dispositif a été réalisé en 2004.

En 2022, la commune comptait 147 habitants, en évolution de −17,42 % par rapport à 2016 (Hérault : +7,49 %, France hors Mayotte : +2,11 %).
| 1793 | 1800 | 1806 | 1821 | 1831  | 1836  | 1841  | 1846  | 1851 |
| ---- | ---- | ---- | ---- | ----- | ----- | ----- | ----- | ---- |
| 605  | 675  | 827  | 923  | 1 122 | 1 077 | 1 116 | 1 032 | 969  |

| 1856 | 1861 | 1866 | 1872 | 1876 | 1881 | 1886 | 1891 | 1896 |
| ---- | ---- | ---- | ---- | ---- | ---- | ---- | ---- | ---- |
| 911  | 847  | 831  | 817  | 759  | 734  | 685  | 637  | 611  |

| 1901 | 1906 | 1911 | 1921 | 1926 | 1931 | 1936 | 1946 | 1954 |
| ---- | ---- | ---- | ---- | ---- | ---- | ---- | ---- | ---- |
| 555  | 515  | 508  | 391  | 331  | 319  | 295  | 243  | 214  |

| 1962 | 1968 | 1975 | 1982 | 1990 | 1999 | 2004 | 2006 | 2009 |
| ---- | ---- | ---- | ---- | ---- | ---- | ---- | ---- | ---- |
| 187  | 135  | 117  | 143  | 112  | 140  | 161  | 164  | 147  |

| 2014 | 2019 | 2022 | - | - | - | - | - | - |
| ---- | ---- | ---- | - | - | - | - | - | - |
| 168  | 153  | 147  | - | - | - | - | - | - |

Ferrals-les-Montagnes est une commune rurale dont la population  décroit depuis son pic de population de 1 122 habitants en 1831.

## Économie

### Revenus
En 2018, la commune compte 63 ménages fiscaux, regroupant 142 personnes. La médiane du revenu disponible par unité de consommation est de 18 030 € (20 330 € dans le département).

### Emploi
|                | 2008   | 2013   | 2018   |
| -------------- | ------ | ------ | ------ |
| Commune        | 13,2 % | 11,9 % | 16,5 % |
| Département    | 10,1 % | 11,9 % | 12 %   |
| France entière | 8,3 %  | 10 %   | 10 %   |

En 2018, la population âgée de 15 à 64 ans s'élève à 89 personnes, parmi lesquelles on compte 69,4 % d'actifs (52,9 % ayant un emploi et 16,5 % de chômeurs) et 30,6 % d'inactifs,. Depuis 2008, le taux de chômage communal (au sens du recensement) des 15-64 ans est supérieur à celui de la France et du département.
La commune est hors attraction des villes,. Elle compte 39 emplois en 2018, contre 42 en 2013 et 30 en 2008. Le nombre d'actifs ayant un emploi résidant dans la commune est de 53, soit un indicateur de concentration d'emploi de 74,8 % et un taux d'activité parmi les 15 ans ou plus de 49,2 %.
Sur ces 53 actifs de 15 ans ou plus ayant un emploi, 27 travaillent dans la commune, soit 52 % des habitants. Pour se rendre au travail, 70 % des habitants utilisent un véhicule personnel ou de fonction à quatre roues, 22 % s'y rendent en deux-roues, à vélo ou à pied et 8 % n'ont pas besoin de transport (travail au domicile).

### Activités hors agriculture
12 établissements sont implantés  à Ferrals-les-Montagnes au 31 décembre 2019.
Le secteur du commerce de gros et de détail, des transports, de l'hébergement et de la restauration est prépondérant sur la commune puisqu'il représente 41,7 % du nombre total d'établissements de la commune (5 sur les 12 entreprises implantées  à Ferrals-les-Montagnes), contre 28 % au niveau départemental.

### Agriculture
|               | 1988 | 2000 | 2010 | 2020 |
| ------------- | ---- | ---- | ---- | ---- |
| Exploitations | 12   | 14   | 5    | 3    |
| SAU (ha)      | 693  | 637  | 292  | 208  |

La commune est dans les « Plateaux du Sommail et de l'Espinouze », une petite région agricole occupant une frange nord-ouest du département de l'Hérault. En 2020, l'orientation technico-économique de l'agriculture  sur la commune est l'élevage d'équidés et/ou d' autres herbivores. Trois exploitations agricoles ayant leur siège dans la commune sont dénombrées lors du recensement agricole de 2020 (12 en 1988). La superficie agricole utilisée est de 208 ha,,.

## Culture locale et patrimoine

### Lieux et monuments
- Église Saint-Jean-Baptiste d'Authèze.
- Panorama exceptionnel depuis le roc Suzadou, avec une table d'orientation[3].

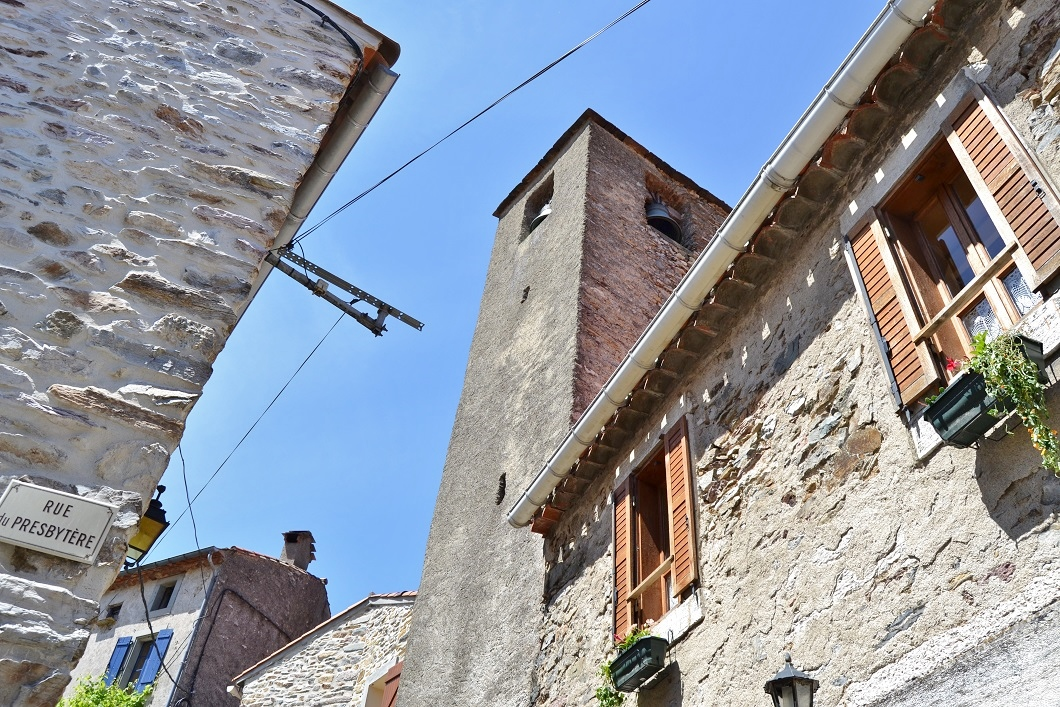
Le village.
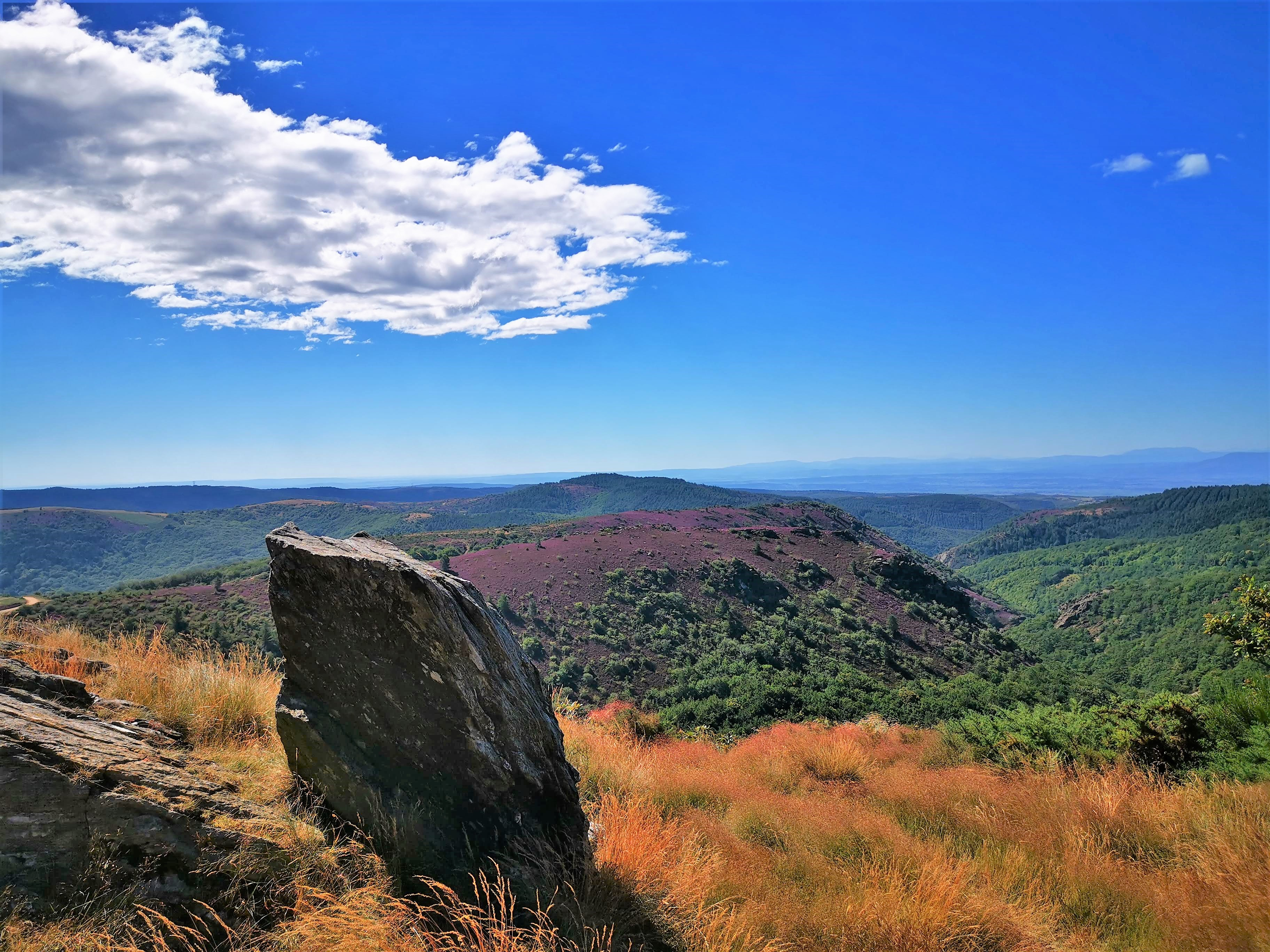
Le Roc Suzadou.

### Héraldique
| Blason de Ferrals-les-Montagnes | Blason  | D'azur au pal fuselé d'argent et d'azur.         |
| Blason de Ferrals-les-Montagnes | Détails | Le statut officiel du blason reste à déterminer. |

## Pour approfondir

### Fonds d'archives
- Fonds : Archives communales de Ferrals-les-Montagnes (1685-1789) [0,15 ml].  Cote : 98 EDT. Montpellier : Archives départementales de l'Hérault (présentation en ligne).